# Villers-sur-Coudun
Villers-sur-Coudun är en kommun i departementet Oise i regionen Hauts-de-France i norra Frankrike. Kommunen ligger i kantonen Ressons-sur-Matz som tillhör arrondissementet Compiègne. År 2022 hade Villers-sur-Coudun 1 419 invånare.

## Befolkningsutveckling
Antalet invånare i kommunen Villers-sur-Coudun
| Referens: INSEE |